# Saison 1998-1999 du Football Club de Grenoble rugby
Cette page présente la saison 1998-1999 du Football club de Grenoble rugby.
L'équipe atteint la phase des demi-finales dans le championnat de France, mais est éliminée dès le premier tour de la coupe de France.

## La Pacific Connection de Grenoble
En 1999, sous la houlette de l'entraîneur Michel Ringeval revenu au club, le FC Grenoble déjoue les pronostics en battant l'US Colomiers par 28 à 26, en quarts de finale du championnat de France.
Les Columérins déjà battus deux fois par Grenoble lors de la première phase du championnat ne sont jamais parvenus à trouver la solution face au système défensif alpin.
Grâce à cette victoire, Grenoble affronte Montferrand pour une place en finale le 23 mai et dispute sa neuvième demi-finale du championnat.
Willy Taofifenua, le fidèle capitaine de l'équipe Grenobloise et leader de la « Pacific Connection », l'équipe comprend en effet cinq joueurs de Wallis et Futuna et quatre Néo-Zélandais, dont deux Maoris jouera donc sa troisième demi-finale avec Grenoble.
En s'appuyant sur un pack de « bulldozers » le FCG s'incline contre l'AS Montferrand sur le score de 26 à 17. En effet, l'accès à la finale ne tient à rien et c'est toute la symbolique et dramatique du rugby car les Grenoblois mène pourtant 17-16 à 4 minutes de la fin du match. Les Montferrandais font un en-avant aux 25m grenoblois, et le match va basculer après cet en-avant non sifflé car l'arbitre va laissé jouer l'avantage avec Frédéric Vélo qui poursuit au pied ce ballon qui est repris ensuite par Jimmy Marlu, le mouvement se poursuit pour aboutir à un regroupement aux 38m de Grenoble à l'issue duquel l'arbitre Didier Méné sifflera une pénalité pour Montferrand que Gérald Merceron transformera. C'est la pénalité de la victoire pour les Montferrandais qui termineront même avec un nouvel essai de Jimmy Marlu dans les arrêts de jeu.
Après cette demi-finale au goût amère, le huit de devant du FCG est élu meilleure mêlée de France une belle reconnaissance pour le club.

## Les matchs de la saison

### Phase de qualification
Grenoble termine 4e de sa poule avec 8 victoires pour 6 défaites 

### À domicile
- Grenoble-Pau 25-11
- Grenoble-Périgueux 13-21
- Grenoble-Brive 19-18
- Grenoble-La Rochelle 45-22
- Grenoble-Toulouse 24-32
- Grenoble-Racing 36-16
- Grenoble- Colomiers 22-3

### À l’extérieur
- Pau-Grenoble 29-16
- Périgueux-Grenoble 14-22
- Brive-Grenoble 41-13
- La Rochelle-Grenoble 7-13
- Toulouse-Grenoble 57-3
- Racing-Grenoble 12-9
- Colomiers-Grenoble 24-25

## Classement des 3 poules de 8
Les 24 équipes suivantes disputent la phase éliminatoire du championnat de D1 1998-99. Les équipes classées aux cinq premières places de chaque poule et le meilleur 6e sont qualifiés pour le Top 16 (4 poules de 4). Les 8 équipes non retenues disputent 2 poules de relégation. 
| Pos | Équipe               | Points |
| --- | -------------------- | ------ |
| 1   | Stade français Paris | 34     |
| 2   | Biarritz olympique   | 34     |
| 3   | RC Narbonne          | 32     |
| 4   | Castres olympique    | 32     |
| 5   | CS Bourgoin-Jallieu  | 29     |
| 6   | RC Toulon            | 28     |
| 7   | Stade aurillacois    | 21     |
| 8   | RC Nîmes             | 14     |

| Pos | Équipe             | Points |
| --- | ------------------ | ------ |
| 1   | USA Perpignan      | 34     |
| 2   | AS Montferrand     | 33     |
| 3   | SU Agen            | 32     |
| 4   | US Dax             | 31     |
| 5   | CA Bègles-Bordeaux | 29     |
| 6   | AS Béziers         | 28     |
| 7   | FC Auch            | 20     |
| 8   | RRC Nice           | 17     |

| Pos | Équipe                | Points |
| --- | --------------------- | ------ |
| 1   | Stade toulousain      | 38     |
| 2   | CA Brive              | 36     |
| 3   | Section paloise       | 33     |
| 4   | FC Grenoble           | 30     |
| 5   | US Colomiers          | 26     |
| 6   | CA Périgueux          | 23     |
| 7   | Racing Club de France | 20     |
| 8   | Stade rochelais       | 18     |

Béziers et Toulon ont chacun 28 points. Le meilleur 6e est Toulon au nombre de cartons rouges sur l'ensemble de la saison.

### Top 16
Grenoble termine deuxième de sa poule avec 3 victoires et 3 défaites 

### À domicile
- Grenoble-Montferrand 31-17
- Grenoble-Brive 29-20
- Grenoble-Toulon 11-26

### À l’extérieur
- Montferrand-Grenoble 48-23
- Brive-Grenoble 42-27
- Toulon-Grenoble 14-24

## Classement des 4 poules de 4 (Top 16)
Les équipes qui disputent la qualification pour les quarts de finale sont réparties en quatre poules.
| Pos | Équipe              | Points |
| --- | ------------------- | ------ |
| 1   | Stade toulousain    | 15     |
| 2   | CS Bourgoin-Jallieu | 13     |
| 3   | Biarritz olympique  | 10     |
| 4   | SU Agen             | 10     |

| Pos | Équipe               | Points |
| --- | -------------------- | ------ |
| 1   | US Colomiers         | 16     |
| 2   | Stade français Paris | 12     |
| 3   | RC Narbonne          | 10     |
| 4   | Section paloise      | 10     |

| Pos | Équipe             | Points |
| --- | ------------------ | ------ |
| 1   | CA Bègles-Bordeaux | 14     |
| 2   | Castres olympique  | 14     |
| 3   | USA Perpignan      | 12     |
| 4   | US Dax             | 8      |

| Pos | Équipe         | Points |
| --- | -------------- | ------ |
| 1   | AS Montferrand | 14     |
| 2   | FC Grenoble    | 12     |
| 3   | RC Toulon      | 12     |
| 4   | CA Brive       | 10     |

Grenoble et Toulon ont été départagés pour la 2e place au nombre de cartons rouges décernés pendant la saison.

## Phase finale
|  | Quarts de finale     | Quarts de finale    |                  |    | Demi-finales | Demi-finales |  |  | Finale | Finale |
|  | Quarts de finale     | Quarts de finale    |                  |    | Demi-finales | Demi-finales |  |  | Finale | Finale |
|  |                      |                     |                  |    |              |              |  |  |        |        |
|  |                      |                     |                  |    |              |              |  |  |        |        |
|  |                      |                     |                  |    |              |              |  |  |        |        |
|  | Stade toulousain     | 51                  |                  |    |              |              |  |  |        |        |
|  | Stade toulousain     | 51                  |                  |    |              |              |  |  |        |        |
|  | Stade français Paris | 19                  |                  |    |              |              |  |  |        |        |
|  | Stade français Paris | 19                  | Stade toulousain | 26 |              |              |  |  |        |        |
|  |                      |                     | Stade toulousain | 26 |              |              |  |  |        |        |
|  |                      | CS Bourgoin-Jallieu | 17               |    |              |              |  |  |        |        |
|  | CA Bègles-Bordeaux   | CS Bourgoin-Jallieu | 17               | 8  |              |              |  |  |        |        |
|  | CA Bègles-Bordeaux   |                     |                  | 8  |              |              |  |  |        |        |
|  | CS Bourgoin-Jallieu  | 14                  |                  |    |              |              |  |  |        |        |
|  | CS Bourgoin-Jallieu  | 14                  | Stade toulousain | 15 |              |              |  |  |        |        |
|  |                      |                     | Stade toulousain | 15 |              |              |  |  |        |        |
|  |                      | AS Montferrand      | 11               |    |              |              |  |  |        |        |
|  | AS Montferrand       | AS Montferrand      | 11               | 36 |              |              |  |  |        |        |
|  | AS Montferrand       |                     |                  | 36 |              |              |  |  |        |        |
|  | Castres olympique    | 31                  |                  |    |              |              |  |  |        |        |
|  | Castres olympique    | 31                  | AS Montferrand   | 26 |              |              |  |  |        |        |
|  |                      |                     | AS Montferrand   | 26 |              |              |  |  |        |        |
|  |                      | FC Grenoble         | 17               |    |              |              |  |  |        |        |
|  | US Colomiers         | FC Grenoble         | 17               | 26 |              |              |  |  |        |        |
|  | US Colomiers         |                     |                  | 26 |              |              |  |  |        |        |
|  | FC Grenoble          | 28                  |                  |    |              |              |  |  |        |        |
|  | FC Grenoble          | 28                  |                  |    |              |              |  |  |        |        |

### Quart de finale
| Quart-de-finale Dimanche 16 mai 1999 | FC Grenoble | 28 - 26 (Mi-temps : 15 - 12) | US Colomiers | Stade des Sept-Deniers, Toulouse                               |                                                                |
|                                      | 3 essais de pénalité (28e), d'O. Beaudon (39e) et F. Corrihons (75e) 2 transformations de M. Beale (28e) et F. Corrihons (75e) 3 pénalités de M. Beale (16e et 56e) et F. Corrihons (67e) ---- 1 A. Tolofua - 2 J.-J. Taofifénua (Th. Algret, 68e) - 3 L. Gomez 4 L. Vaïtanaki - 5 P. Lubungu 6 J. Carré - 8 W. Taofifénua - 7 R. Boulé (S. Pochon, 68e) 9 O. Beaudon - 10 M. Beale 11 P. Cooke - 12 F. Vélo - 13 P. Villard - 14 H. Lugier 15 F. Corrihons |                              | 1 essai de M. Biboulet (50e) 7 pénalités de D. Skrela (3e, 7e, 21e, 36e, 47e, 62e et 70e) ---- 1 S. Delpuech - 2 M. Dal Maso - 3 S. Graou (R. Nones, 74e) 4 J.-Ph. Revallier (Moro, 40e) - 5 J.-M. Lorenzi 6 B. De Giusti (Ph. Pueyo, 65e) - 8 P. Tabacco (Ph. Magendie, 69e) - 7 S. Peysson 9 F. Galthié - 10 M. Carré (L. Labit, 40e) 11 D. Skrela - 12 J. Sieurac - 13 S. Roque - 14 M. Biboulet 15 J.-L. Sadourny | Spectateurs : Env0,120 00 Arbitrage : J.-C. Gastou (Languedoc) | Spectateurs : Env0,120 00 Arbitrage : J.-C. Gastou (Languedoc) |

### Demi-finale
| Demi-finale Samedi 22 mai 1999 | FC Grenoble | 17 - 26 (Mi-temps : 9 - 11) | AS Montferrand | Stade de Gerland, Lyon                                   |                                                          |
|                                | 1 essai d'H. Lugier (43e) 3 pénalités de M. Beale (5e, 18e et 58e) 1 drop d'O. Beaudon (9e) ---- 1 A. Tolofua - 2 J.-J. Taofifénua - 3 L. Gomez 4 L. Vaïtanaki - 5 P. Lubungu 6 J. Carré - 8 W. Taofifénua - 7 S. Pochon 9 O. Beaudon - 10 M. Beale 11 P. Cooke - 12 F. Vélo - 13 P. Villard - 14 H. Lugier (Y. Larguet, 74e) 15 F. Corrihons |                             | 3 essais de J. Marlu (22e et 80e) et J. Morante (54e) 1 transformation de G. Merceron (80e) 2 pénalités de G. Merceron (36e et 76e) 1 drop de G. Merceron (14e) ---- 1 E. Ménieu - 2 O. Azam - 3 F. Heyer 4 C. Sarraute - 5 D. Barrier (O. Merle, 60e) 6 A. Costes - 8 D. Courteix - 7 J.-M. Lhermet 9 S. Castaignède - 10 G. Merceron 11 D. Bory - 12 T. Marsh - 13 J. Morante (E. Nicol, 75e) - 14 J. Marlu 15 N. Nadau | Spectateurs : Env0,260 00 Arbitrage : D. Mené (Provence) | Spectateurs : Env0,260 00 Arbitrage : D. Mené (Provence) |

## Coupe de France
Grenoble est éliminé au premier tour sur le terrain de La Rochelle.

### À domicile
- Grenoble-Strasbourg 51-6
- Grenoble-Rumilly 24-13

### À l’extérieur
- Strasbourg-Grenoble 10-39
- Rumilly-Grenoble 37-10

### Phases finales
- Seizième de finale : La Rochelle-Grenoble 28-12

## Entraîneurs
L'équipe professionnelle est encadrée par
| Date                    | Nom               | Poste     | Nationalité |
| ----------------------- | ----------------- | --------- | ----------- |
| jusqu’à octobre         | Dominique Mazille | Principal | France      |
| puis à partir d'octobre | Michel Ringeval   | Principal | France      |
| jusqu’à octobre         | Roland Rouchier   | Adjoint   | France      |
| puis à partir d'octobre | Yves Pinotti      | Adjoint   | France      |

## Effectif de la saison 1998-1999
| Nom                     | Poste                  | Naissance        | Nationalité                               |
| ----------------------- | ---------------------- | ---------------- | ----------------------------------------- |
| Luigi Esposito          | Pilier                 | 24 mars 1972     | France / Italie                           |
| Laurent Gomez           | Pilier                 | 15 août 1970     | France                                    |
| Valesi Muaiavu          | Pilier                 | 18 février 1969  | Samoa                                     |
| Laurent Pakihivatau     | Pilier                 | 26 janvier 1973  | France                                    |
| Lionel Pégoud           | Pilier                 | 26 janvier 1972  | France                                    |
| Abraham Tolofua         | Pilier                 | 27 août 1972     | France                                    |
| Thibault Algret         | Talonneur              | 8 mars 1975      | France                                    |
| Jean-Jacques Taofifénua | Talonneur              | 25 avril 1971    | France                                    |
| Khalid Benazzi          | Deuxième ligne         | 17 décembre 1969 | Maroc / France                            |
| Franz Jolmès            | Deuxième ligne         | 13 juin 1968     | France                                    |
| Patrick Lubungu         | Deuxième ligne         | 4 septembre 1970 | République démocratique du Congo / France |
| Lyonel Vaïtanaki        | Deuxième ligne         | 4 juin 1970      | France                                    |
| Jérôme Carré            | Troisième ligne aile   | 22 avril 1975    | France                                    |
| Jérôme Dhien            | Troisième ligne aile   | 26 août 1973     | France                                    |
| Mahfoud Felkaoui        | Troisième ligne aile   | 10 avril 1977    | France                                    |
| Sébastien Pochon        | Troisième ligne aile   | 30 novembre 1973 | France                                    |
| Romuald Boulé           | Troisième ligne centre | 23 juillet 1972  | France                                    |
| Willy Taofifénua        | Troisième ligne centre | 4 février 1963   | France                                    |
| Olivier Beaudon         | Demi de mêlée          | 7 mars 1972      | France                                    |
| Stéphane Michel         | Demi de mêlée          | 25 juillet 1974  | France                                    |
| Mark Beale              | Demi d'ouverture       | 25 novembre 1972 | Nouvelle-Zélande                          |
| Frédéric Boyadjian      | Demi d'ouverture       | 13 février 1977  | France                                    |
| Patrice Favre           | Demi d'ouverture       | 15 juillet 1966  | France                                    |
| Darren Adams            | Centre                 | 12 juin 1965     | Nouvelle-Zélande / France                 |
| Jérome Gay              | Centre                 | 27 novembre 1973 | France                                    |
| Jérémie Mazille         | Centre                 | 18 février 1974  | France                                    |
| Franck Rimet            | Centre                 | 7 mars 1971      | France                                    |
| Frédéric Vélo           | Centre                 | 4 janvier 1966   | France                                    |
| Pascal Villard          | Centre                 | 22 février 1969  | France                                    |
| Bastien Beyret          | Ailier                 | 23 mars 1976     | France                                    |
| Paul Cooke              | Ailier                 | 9 janvier 1967   | Nouvelle-Zélande                          |
| Stanislas Durand        | Ailier                 | 7 mai 1976       | France                                    |
| Yannick Larguet         | Ailier                 | 12 octobre 1980  | France                                    |
| Henri Lugier            | Ailier                 | 9 avril 1969     | France                                    |
| Franck Corrihons        | Arrière                | 7 septembre 1970 | France                                    |
| Stéphane Cuvelier       | Arrière                | 1er juin 1974    | France                                    |

### Équipe-Type
1. Abraham Tolofua  2. Jean-Jacques Taofifénua 3. Laurent Gomez 

4. Lyonel Vaitanaki 5. Patrick Lubungu 

6. Jérôme Carré puis Mahfoud Felkaoui 8. Romuald Boulé puis Sébastien Pochon 7. Willy Taofifénua  

9. Olivier Beaudon 10. Mark Beale 

11. Pascal Villard ou Henri Lugier 12. Frédéric Vélo 13. Darren Adams 14. Paul Cooke 

15. Franck Corrihons 